# René Henriksen
René Henriksen (Glostrup, 27 de agosto de 1969) es un exfutbolista danés que jugaba como líbero.

## Carrera
Henriksen inició jugando nueve partidos por el campeón danés Akademisk Boldklub (AB) en 1988. Desde su posición de líbero, dada su elegancia, técnica y anticipación lo hicieron un eficiente organizador de la defensa del AB. El técnico del AB Christian Andersen prockamó a Henriksen como "El Mejor Libero Danés", y en marzo de 1998 fue convocado a la selección de fútbol de Dinamarca, por el entonces entrenador Bo Johansson. Hizo su debut en un partido amistoso contra Escocia, partido que ganaron 1-0, en el cual entró en el segundo tiempo, reemplazando al defensor Jacob Laursen. Henriksen fue convocado a representar a Dinamarca en el Mundial de Fútbol de 1998, no llegando a jugar ningún partido durante el torneo. 
Ganó el premio "Danish Cup Fighter" durante el triunfo del AB de la copa danesa de 1999, siendo el primer trofeo del equipo en 32 años. Teniendo un año más de contrato, dejó el AB en el verano de 1999, luego de once años jugando por el club. Luego fue a Grecia a jugar por el Panathinaikos FC. Se convirtió en titular de la selección nacional danesa, representándola en la  Eurocopa 2000, donde jugó los tres partidos completos de su país. Luego, en el año 2000, fue nombrado Jugado Danés del Año.
Se unió al Panathinaikos conjuntamente con Jan Michaelsen en 2001, también del AB, siendo ambos importantes para la clasificación del equipo a la Liga de Campeones de la UEFA. Lo más notable es que llevaron al equipo a los cuartos de final de la Liga de Campeones durante la temporada 2001-02 antes de ser eliminados por el Barcelona de España. Henriksen fue un importante miembro de la selección nacional de su país durante el Mundial de Fútbol de 2002, donde alcanzaron la ronda de octavos de final. Luego del torneo y ante el retiro del capitán Jan Heintze del equipo nacional, Henriksen fue nombrado capitán de la selección nacional por entonces entrenador Morten Olsen.
La temporada 2003-04 fue la más exitosa de Henriksen con el Panathinaikos, llegando a ganar la copa griega de 2004 y el campeonato nacional. Henriksen jugó cuatro partidos para Dinamarca durante la Eurocopa 2004, luego de lo cual terminó su carrera con la selección nacional. Jugó un total de 66 partidos con su selección, 25 de los cuales fueron como capitán. A pesar de que no anotó goles por el equipo, su elegante estilo de juego hicieron que solo recibiera dos tarjetas amarilla durante dichos partidos.
Durante el verano de 2005, Henriksen regresó al AB, ahora en la segunda división danesa. Ayudó al equipo a intentar salvarlo de su relego durante la temporada 2005-06, antes de terminar su carrera durante el verano de 2006.

## Clubes
| Club               | País      | Año       |
| ------------------ | --------- | --------- |
| Akademisk Boldklub | Dinamarca | 1988-1999 |
| Panathinaikos      | Grecia    | 1999-2005 |
| Akademisk Boldklub | Dinamarca | 2005-2006 |

## Palmarés

### Títulos nacionales
| Título              | Club               | País      | Año  |
| ------------------- | ------------------ | --------- | ---- |
| Copa de Dinamarca   | Akademisk Boldklub | Dinamarca | 1999 |
| Superliga de Grecia | Panathinaikos      | Grecia    | 2004 |
| Copa de Grecia      | Panathinaikos      | Grecia    | 2004 |

### Distinciones individuales
| Distinción                      | Año  |
| ------------------------------- | ---- |
| Futbolista del año en Dinamarca | 2000 |